# Hafia (district, Malapouya)
Hafia est l'un des districts de la sous-préfecture de Malapouyah, situé dans la préfecture de Boké en république de Guinée,,.

## Géographie

### Démographie
- En 2014, le district comptait 3 186 habitants selon les RGPH 2014[4] ,[5].